# Mesilau

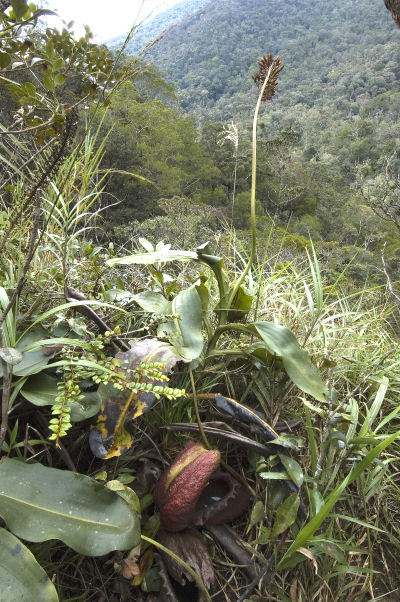
Nepenthes rajah v blízkosti přírodní stezky v Mesilau

Mesilau je oblast na východním hřebeni hory Kinabalu v Národním parku Kinabalu na ostrově Borneo. Leží v nadmořské výšce asi 2 000 m. Oblastí protékají dvě řeky: East River a West River, přičemž East River vymílá hlubokou rokli a v její blízkosti se nachází jeskyně.
V Mesilau začíná jedna ze dvou stezek na horu Kinabalu a je nazývána Mesilau Trail. S druhou stezkou, Kinabalu Summit Trail, se spojuje v nadmořské výšce asi 2 700 m n. m.
V oblasti roste masožravá rostlina Nepenthes rajah, která obývá strmý svah s výhledem na řeku East River. Lze zde najít také jiné láčkovky, například Nepenthes burbidgeae, Nepenthes fusca a Nepenthes macrovulgaris a roste zde i vzácný přírodní hybrid Nepenthes lowii × Nepenthes rajah. Tato tzv. Nepenthes Garden je přístupná i veřejnosti.